# 尹基源
尹基源（韓語：윤기원，1987年5月20日—2011年5月6日）韩国足球运动员，守门员。

## 个人经历
出生于韓國慶尚南道巨濟市，身高1.88米，体重79公斤。2000年在中学球队踢球，2003年在巨济高中踢球，2006年加入韩国亞洲大學足球队。2010年加入k联赛仁川聯足球俱樂部。担任守门员，号码1号。

## 自杀
2011年5月6日，韩国警方发现尹基源死于自己的座驾中。其身旁有一个装有一百多万韩元的信封。警察认为他可能因参与踢假球，不堪忍受折磨而自杀。